# الشركة الفيدرالية للتخلص من النفايات المشعة
الشركة الفيدرالية للتخلص من النفايات المشعة ( BGE )؛Bundesgesellschaft für ) Endlagerung mbH ) هي شركة ألمانية مملوكة للحكومة الفيدرالية ومقرها في باين ، ساكسونيا السفلى ، ألمانيا . 
تم تكليفها بإدارة النفايات المشعة عالية المستوى ، والتي تتضمن البحث عن موقع لمستودع للنفايات المشعة عالية المستوى الذي سيضمن أفضل أمان ممكن لمدة مليون عام، بالإضافة إلى تشغيل مستودعات كونراد ومورسليبن النهائية وكذلك مناجم أسس الثاني وجورليبن . 
تم تأسيسها في يوليو 2016، بعد إقرار قانون إعادة تنظيم الهيكل الإداري في مجال التخلص النهائي من النفايات النووية. تم تنظيمها بموجب القانون الخاص باعتبارها شركة محدودة المسؤولية، والمساهم الوحيد فيها هو الحكومة الفيدرالية الألمانية. 
تم دمج شركة أسسي-جي أم بي أتش الموجودة سابقًا، والشركة الألمانية لبناء وتشغيل المستودعات النهائية لمواد النفايات بالإضافة إلى أجزاء من المكتب الاتحادي للحماية من الإشعاع في الشركة في 20 ديسمبر 2017.    
الهيكل التنظيمي ومهام الشركة ناتجة عن قانون الطاقة الذرية الألماني (الفقرة 9 أ، الفقرة الفرعية 3، الجمل 2 وما يليها. AtG  ) وقانون اختيار موقع المستودع الألماني (StandAG  ). وبناءً على ذلك، تقع على عاتق الحكومة الفيدرالية مسؤولية إنشاء وتشغيل مستودعات للنفايات المشعة. ومن أجل إنجاز هذه المهام، يجب على الحكومة الفيدرالية إنشاء شركة خاصة يكون المساهم الوحيد فيها هو الحكومة الفيدرالية الألمانية.
تواصل الحكومة الفيدرالية ممارسة الإشراف من خلال المكتب الاتحادي لسلامة إدارة النفايات النووية ، وهي وكالة اتحادية مستقلة تعمل تحت إشراف الوزارة الفيدرالية للبيئة والحفاظ على الطبيعة والسلامة النووية .  تم تعيين أعضاء المجلس الإشرافي للشركة في يوليو 2017. 
كانت الشركة هي المشغل لمنجم أسسي II ومنجم كونراد ومستودع النفايات المشعة في مورسليبن منذ أبريل 2017.  وتمتلك الشركة أيضًا مكاتب في برلين وغورليبن .    
في سبتمبر 2020، نشرت الشركة التقرير المؤقت عن المجالات الفرعية، والذي تم فيه عرض الوضع المؤقت للتحقيقات العلمية في المستودعات المحتملة.  وقد تم إعلام الجمهور بذلك في مجلة "انسايت" 12/2021.
في مجلتها "إينبليك"، توفر الشركة معلومات حول البحث في الموقع، ومشاريع مستودعات أسسي، كونراد، مرسيليبن. يتم توزيع المجلة على المستوى الإقليمي أو الوطني كملحق صحفي ويمكن الحصول عليها عن طريق الاشتراك.